# Till jordens medelpunkt
Till jordens medelpunkt (franska: Voyage au centre de la Terre) är en science fiction- och äventyrsroman från 1864 av Jules Verne.

## Handling
Boken handlar om Axel, hans farbror, den tyske professorn Lidenbrock, och guiden Hans. Professor Lidenbrock, bosatt och verksam i Hamburg, har gamla dokument skrivna av den isländske vetenskapsmannen Arne Saknussemm, som beskriver hur man tar sig till jordens medelpunkt. Tillsammans med sin brorson reser han till Island, där de tillsammans med en tillknäppt guide (Hans) bildar den trio som genom den inaktiva vulkanen Snæfellsjökull ska försöka ta sig till målet, jordens medelpunkt.
Under färden möter de många faror.
Händelserna utspelar sig under sommarmånaderna 1863.

## Påverkade
Svenska serieskaparen Anneli Furmark kom 2012 med serieromanen Jordens medelpunkt, som delar vissa inslag med Vernes historia.
Boken har blivit filmad ett flertal gånger.